# ТЕС Кіпеву II (Тсаво)
4°2′23.1″ пд. ш. 39°38′4.3″ сх. д. / 4.039750° пд. ш. 39.634528° сх. д.
ТЕС Кіпеву II (Тсаво) — теплова електростанція в Кенії, розташована на сході країни в її головному порту Момбасі.
Станція Кіпеву II, яку ввели в експлуатацію у 2001 році, складається з семи дизель-генераторних установок фінської компанії Wartsila типу 18V38 загальною потужністю 74,5 МВт. Особливістю об'єкту є його належність групі недержавних інвесторів, які діють через Tsavo Power Company (серед засновників були Міжнародна фінансова корпорація, британська Actis Capital, американська Cinergy Global Power, відомий ісмаїлітський бізнесмен Ага Хан та постачальник обладнання Wärtsilä). При цьому порядковий номер у назві станції викликаний її розміщенням поряд зі спорудженою двома роками раніше дизель-генераторною станцією Кіпеву І, що належить компанії Kenya Generating Company (можливо відзначити, що на початку 2010-х остання спорудила поруч ще один генеруючий об'єкт — Кіпеву ІІІ).
Поява в Момбасі нових потужностей дала змогу в середині 2000-х зупинити застарілі конденсаційні енергоблоки, які діяли тут з 1960 років.